# Dufourea ulkenkalkana
Dufourea ulkenkalkana är en biart som beskrevs av Patiny 2003. Dufourea ulkenkalkana ingår i släktet solbin, och familjen vägbin. Inga underarter finns listade i Catalogue of Life.